# 鲍里斯·布拉琴科
鲍里斯·费奥多罗维奇·布拉琴科，（俄语：Борис Фёдорович Братченко，1912年10月9日—2004年10月1日），乌克兰人，苏联党和国家领导人。曾任苏联煤炭工业部副部长；苏联国家计划委员会煤炭、泥炭和页岩工业司司长；哈萨克苏维埃社会主义共和国国家计划委员会主席；哈萨克苏维埃社会主义共和国部长会议副主席；苏联煤炭工业部长等职务。

## 生平
- 1912年10月9日出生于库班州阿尔马维尔的一个雇员家庭。
- 1930年-1935年，莫斯科矿业学院学习，获矿业工程师资格。
- 1935年-1936年，斯维尔德洛夫斯克州基泽洛夫斯基煤业公司2号矿矿长助理。
- 1936年-1938年，基泽洛夫斯基煤业公司技术工程师。
- 1938年-1940年，罗斯托夫州沙赫特矿业公司十月矿山总工程师助理。1940年加入联共（布）。
- 1940年-1942年，罗斯托夫州沙赫特矿业公司伏龙芝矿山总工程师。
- 1942年，罗斯托夫州沙赫特市罗斯托乌戈尔工厂共青团真理报矿山矿长。卫国战争期间，他负责组织工矿设备的转移工作，将工业设备转移至远东地区。他也撤退至哈卡斯。
- 1942年-1943年9月，苏联煤炭工业人民委员会生产部高级工程师；苏联人民委员会煤炭工业小组秘书处负责人助理。
- 1943年9月-1945年，罗斯托夫州沙赫特矿业公司共青团真理报矿山矿长。
- 1945年-1949年，罗斯托夫州沙赫特矿业公司总工程师兼代理经理。
- 1949年11月-1953年，哈萨克苏维埃社会主义共和国卡拉干达乌希利亚矿业公司总工程师。
- 1953年-1957年，苏联煤炭工业部副部长。
- 1957年5月-11月，卡缅卡经济区国民经济委员会主席。
- 1957年11月-1958年，罗斯托夫经济区国民经济委员会第一副主席。
- 1958年-1959年，苏联国家计划委员会煤炭，泥炭和页岩工业部门负责人。
- 1959年-1961年，哈萨克苏维埃社会主义共和国卡拉干达经济区国民经济委员会主席。
- 1961年-1965年10月，哈萨克苏维埃社会主义共和国部长会议副主席兼国民经济委员会主席。
- 1965年10月-1985年12月，苏联煤炭工业部长。在他的领导下，苏联煤炭产量增长了1.3倍以上，1985年达到7.18亿吨。
- 1985年12月起退休，享受联邦个人养老金待遇。[2]
- 苏联解体后参与俄罗斯矿业科学院的组建，并担任名誉院长。他还参与了俄联邦《煤矿法》的制定和罗斯乌戈尔公司的重组工作。多年来，他一直领导着矿业工人退伍军人委员会。
- 1992年-2004年，《煤炭》杂志第一副主编。
- 2004年10月2日于莫斯科逝世，享年91岁。葬于特罗耶库罗夫公墓[3]。

布拉琴科是苏共22-26大代表；第23届中央候补委员，第24-26届中央委员；第6、11届苏联最高苏维埃联盟院代表，第7-10届苏联最高苏维埃民族院代表。

## 荣誉
苏联：
- 开发和使用新型煤矿采掘设备获1949年斯大林奖三等奖
- 社会主义劳动英雄称号（1982）
- 四次列宁勋章（1948,1966,1971,1982）
- 十月革命勋章（1976）
- 劳动红旗勋章（1957）
- 劳动英勇奖章（1951）
- 劳动优秀奖章（1948）
- 恢复顿巴斯煤矿奖章（1948）
- 1941-1945年伟大卫国战争战胜德国奖章
- 保卫莫斯科奖章
- 1941-1945年伟大卫国战争中忘我劳动奖章
- 一级矿工荣誉奖章
- 二级矿工荣誉奖章
- 三级矿工荣誉奖章
- 纪念列宁诞辰一百周年奖章
- 退休劳动者奖章[5]

捷克斯洛伐克：
- 友谊勋章（1982）[6]

俄联邦：
- 煤炭工业荣誉工作者称号（1995）